# Flugplatz Sierksdorf/Hof-Altona

i7
i11
i13
Der Flugplatz Sierksdorf/Hof-Altona (ICAO-Code: EDXT) liegt 5 Kilometer westlich der Neustädter Bucht bei Sierksdorf. Es gibt eine 500 Meter lange Grasbahn. Die Öffnungszeiten gelten nach PPR. 

## Geschichte

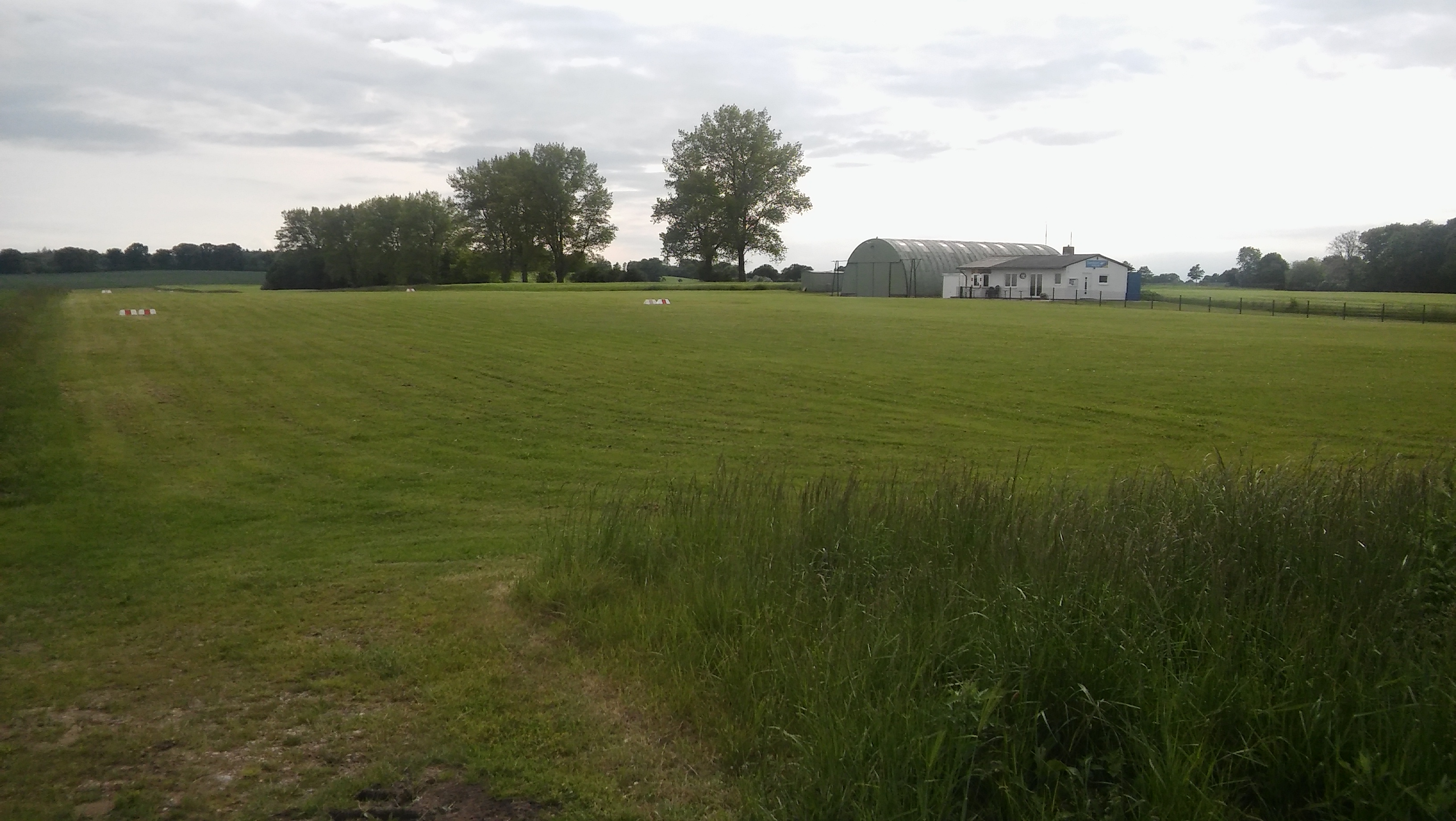
Flugplatz Sierksdorf/Hof-Altona

Der Flugplatz wurde 1975 gegründet und im Jahr 2000 vom Ostholsteiner Aero-Club übernommen. In den 1990er Jahren wurde dem Flugplatz Hof Altona die Genehmigung zum Sonderlandeplatz auf PPR erteilt.

## Verkehrsanbindung
Der Ostseestrand liegt nur 1,7 km vom Flugplatz entfernt und kann in einer Viertelstunde zu Fuß erreicht werden. Es stehen am Flugplatz auch Fahrräder/E-Bikes zur Verfügung, die auch zu Radtouren in der ostholsteinischen Landschaft genutzt werden können.